# لاميون كونرادي
لاميون كونرادي (الاسم العلمي: Lamium x conradiae) هو نوع هجين من النباتات يتبع جنس اللاميون من الفصيلة الشفوية.